# Бородатый чиж
Бородатый чиж (лат. Spinus barbatus) — вид певчих птиц из семейства вьюрковых.

## Описание
Бородатый чиж достигает длины от 12 до 13 см. У самца преимущественно жёлтое оперение. Лоб, макушка головы, кроющие крыльев и перья хвоста чёрные. Самка значительно бледнее, а вместо жёлтого её перья бледно-серого цвета.

## Распространение
Вид широко распространён. Его ареал охватывает территорию от юга Боливии, Чили и Аргентины до архипелага Огненная Земля. Он обитает также на Фолклендских островах. Естественная среда обитания этого вида — это луга вдоль рек, поросшие кустарником.

## Размножение

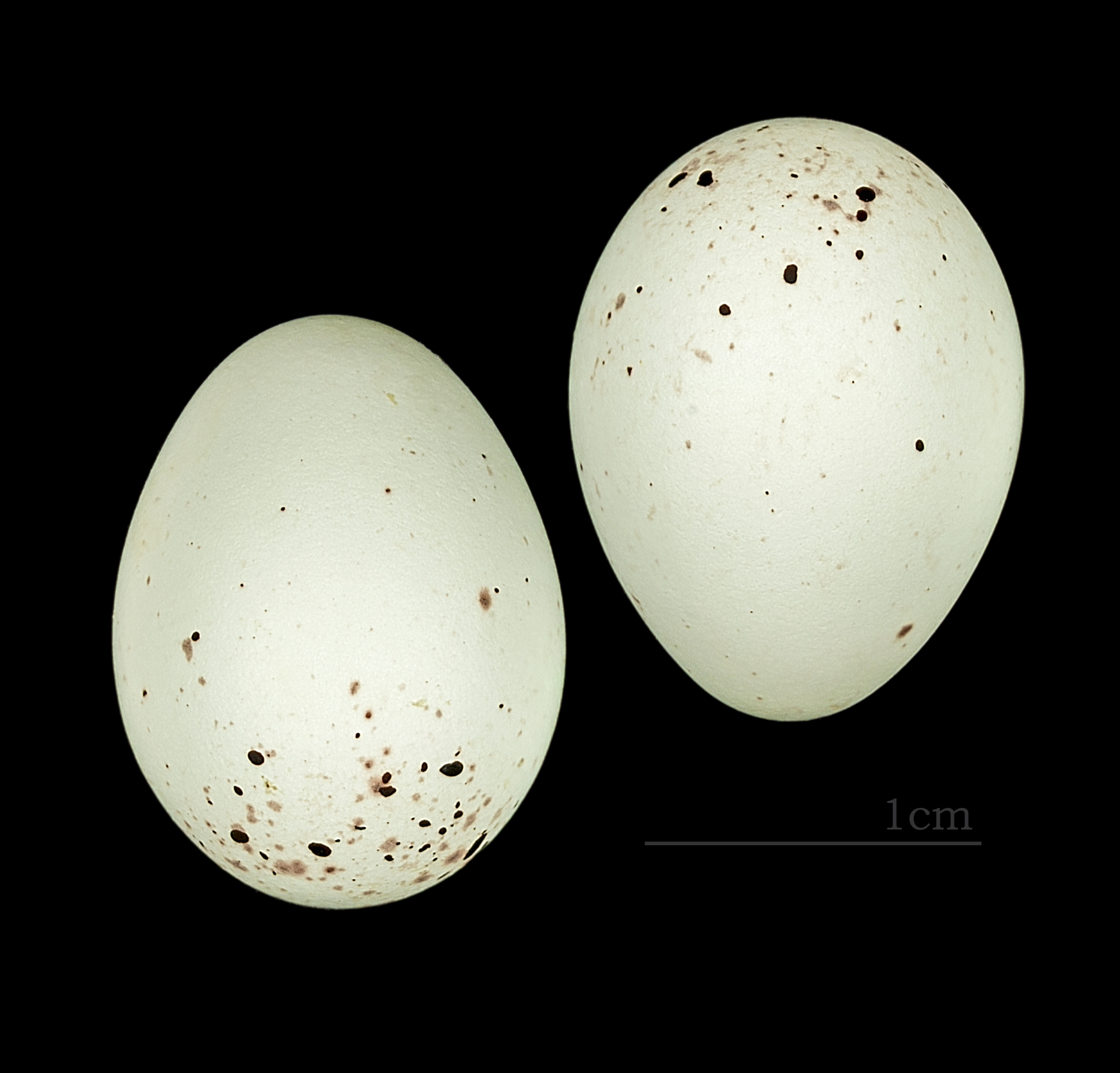
Яйца бородатого чижа

Небольшое, чашеобразное гнездо строит только самка. Высиживает кладку тоже только самка, самец участвует в кормлении птенцов после их появления на свет. Выводковый период длится примерно 20 дней. После того, как птенцы покидают гнездо, самец продолжает приносить им корм ещё в течение 14 дней. Затем самец прогоняет птенцов со своего участка.